# グズニ・ベルグソン
グズニ・ベルグソン（Guðni Bergsson, 1965年7月21日 - ）は、アイスランド・レイキャヴィーク出身の元サッカー選手。弁護士。ポジションはディフェンダー(CB)。アイスランドサッカー協会の現会長。

## 選手時代
ヴァルル・レイキャヴィークでプロとしてのキャリアをスタートさせると、1988年にテリー・ヴェナブルズが率いていたトッテナム・ホットスパーFCに加入した。
1995年1月にボルトン・ワンダラーズFCに加入した。ボルトンでは主力として活躍し、3度のプレミアリーグ昇格と2度のディヴィジョン1降格を経験した。2003年に引退。
サッカーアイスランド代表には1984年から招集され、2003年に引退するまでの19年間で80キャップを記録した。

## 引退後
サッカー選手を引退後は弁護士に転向した。
2017年2月にアイスランドサッカー協会の会長に就任した。アイスランド代表のFIFAワールドカップ初出場に尽力するなどし、2019年2月に再選した。

## タイトル
ヴァルル
- ウルヴァルステイルト:2回 (1985, 2987)

トッテナム
- FAカップ:1回 (1990-91)
- チャリティ・シールド:1回 (1991)